# Schottenmütze
Schottenmützen bezeichnet zusammenfassend die typischen schottischen Kopfbedeckungen, die vor allem bei den Streitkräften des Vereinigten Königreichs getragen werden:
- Balmoral Bonnet: eine Art Barett mit Bommel in der Mitte
- Tam o' Shanter: flache, oft karierte Mützen mit Bommel
- Glengarry Bonnet: ein „Schiffchen“ mit Bommel und relativ langen Nackenbändern
- Feather Bonnet: eine aus Straußenfedern hergestellte Kopfbedeckung mit seitlichen Schwänzen, die auf der rechten Seite bis etwa auf die Schulter herabhängen (ähnlich der Bärenfellmütze)

Während diese Mützen beim Militär „gewürfelt“ getragen werden (diced: mit einem rot-weißen Karo-Muster am unteren Rand), sind sie im zivilen Leben ohne dieses Karo üblich.
Balmoral und Glengarry können zu allen Herrenanzügen getragen werden, während der Feather Bonnet nur zur Paradeuniform (dem schottischen Full Battle Dress) getragen wird. An allen militärischen Kopfbedeckungen können zusätzlich metallene Clan- oder Regimentsabzeichen getragen werden, sowie farbige Federbüsche (hackles) oder Federn. Drei Federn sind das Abzeichen des Chiefs eines Clans, zwei das eines Chieftains.

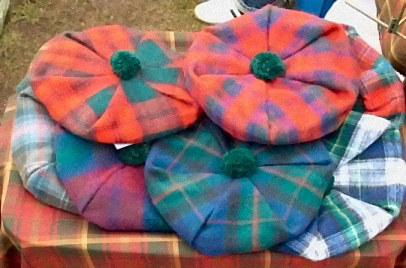
Tam o' Shanter genannte Schottenmützen
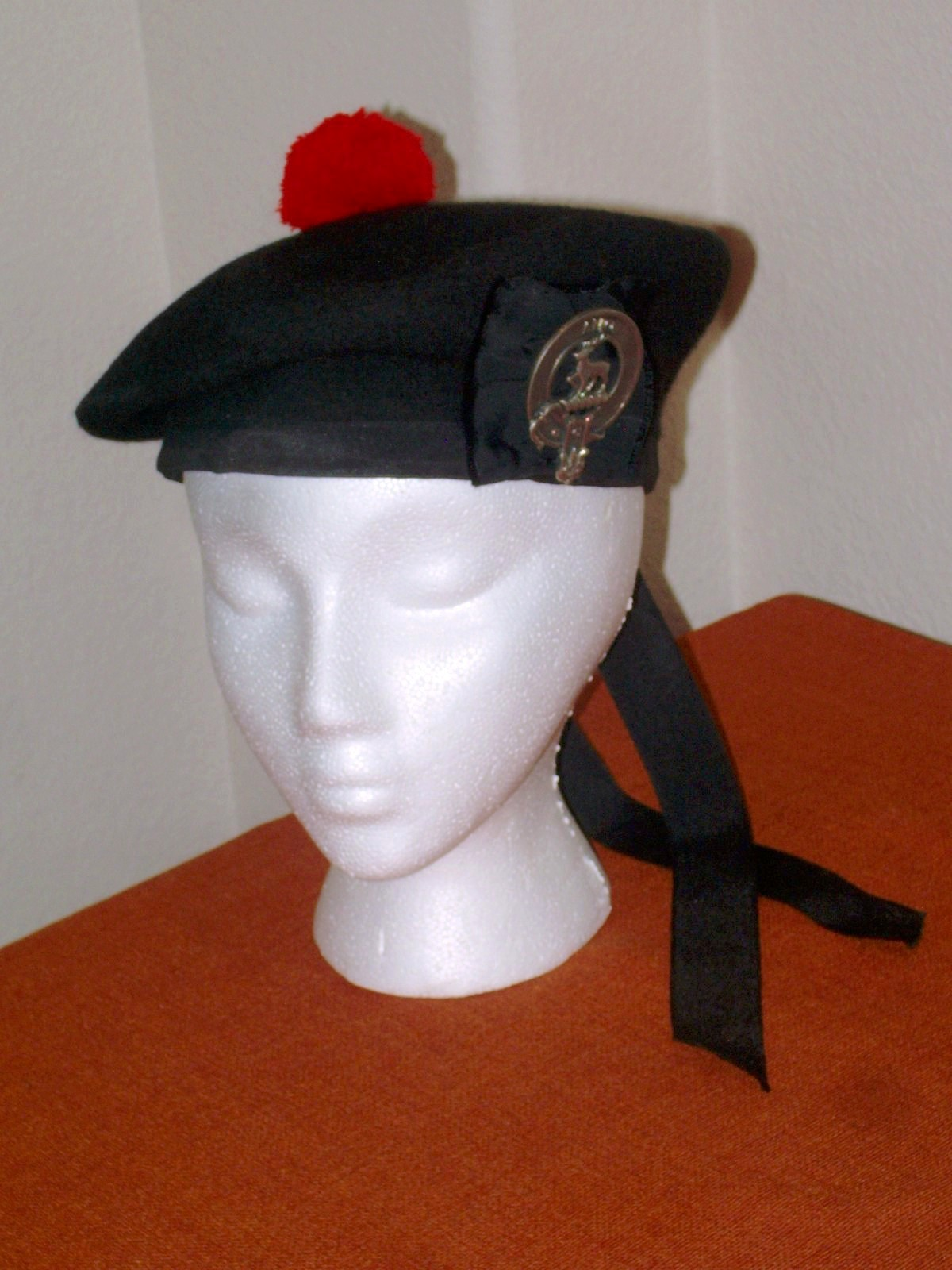
Balmoral
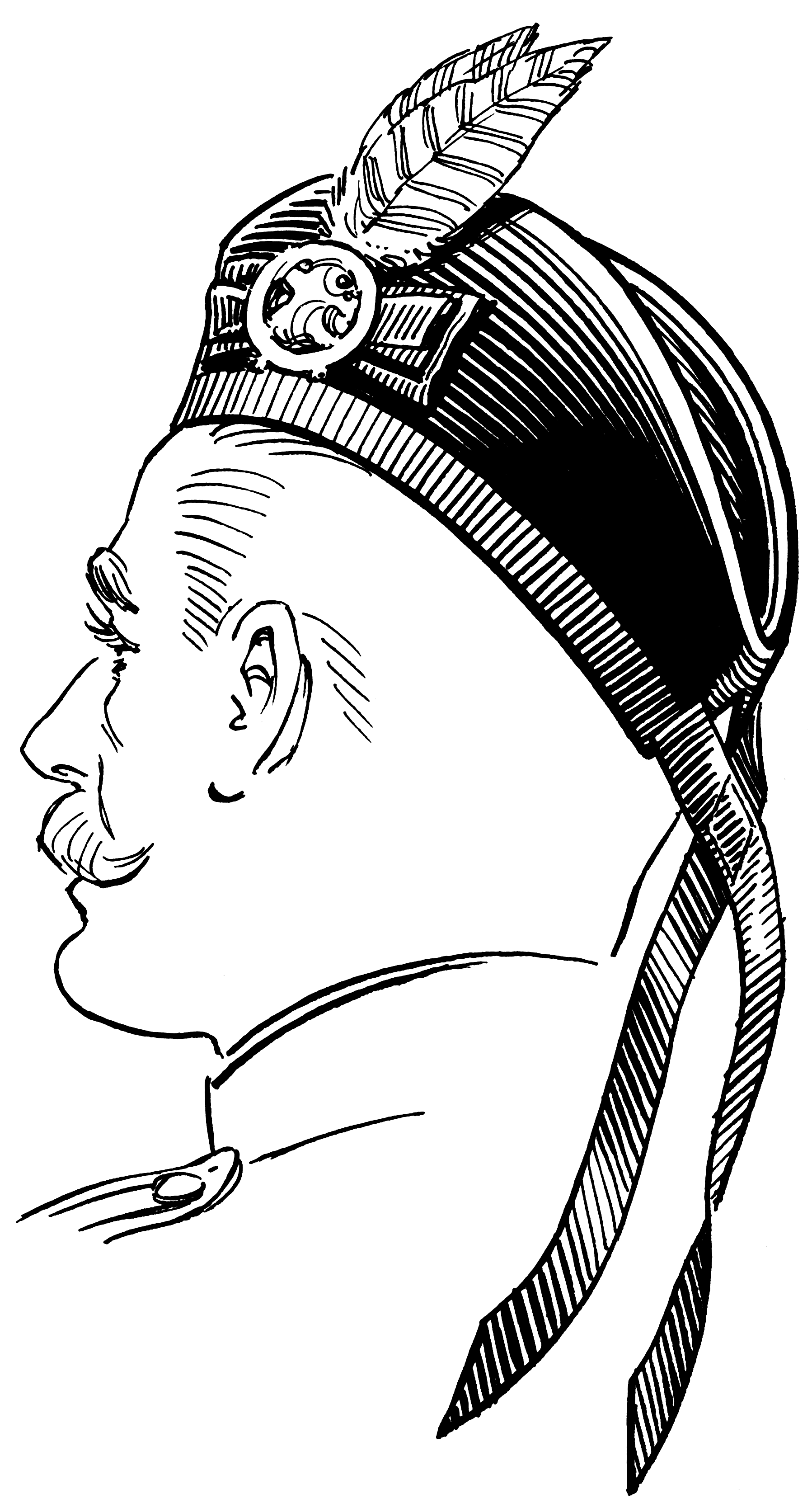
Glengarry
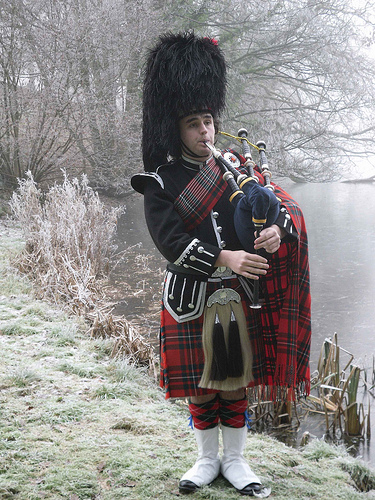
Dudelsackspieler mit Feather bonnet